# La morocha
La morocha è un tango composto dall'uruguayano Enrique Saborido il quale in un'intervista ne rivelò la nascita.
Il tango fu ispirato da Lola Candales: una giovane ballerina uruguaiana, mora, che frequentava il Bar Reconquista (e che probabilmente, non era un'eccezionale cantante), della quale Saborido era innamorato.

Una sera, un gruppo di suoi amici insinuarono che Enrique non sarebbe stato capace di scrivere un tango che Lola fosse riuscita a cantare.

Alle cinque di mattina, uscito dal locale fece per andare a dormire quando si ricordò della scommessa: si mise al pianoforte e alle sei e mezza la musica era scritta. Si precipitò quindi dall'amico Ángel Villoldo il quale scrisse il testo e alle dieci di mattina musica e testo erano pronti.

Lo spartito fu subito portato a Lola Candales perché lo imparasse e la sera stessa ella cantò quel tango nel locale, con un successo strepitoso.
Questo episodio viene fatto risalire al Natale del 1905.
"La morocha" si ritiene essere il primo spartito di tango ad essere esportato in Europa, nel 1906, dove ebbe una grande diffusione oltre a un grande successo.